# Carl Friedrich Müller (Komponist)
Carl Friedrich Müller (* 17. November 1796 in Nijmegen; † 1846) war ein deutscher Komponist und Kapellmeister.

## Leben
Müller war ein Sohn der Sängerin und Pianistin Louise Müller geb. Kress (1763–1829), die in späteren Jahren in Neustrelitz lebte und zum Hof von Großherzog Georg gehörte. Sie erteilte ihm auch den ersten Musikunterricht, bei dem er schnell große Fortschritte machte. Mit 16 Jahren trat er erstmals als Pianist auf.
Sein erstes Engagement erhielt er als Kapellmeister einer Wandertruppe und nahm ab 1813 als Freiwilliger an den Befreiungskriegen teil. Um 1814 ließ er sich in Berlin als Klavier- und Gesangslehrer nieder.
1825 wandte sich Beethoven in einer nicht näher bekannten Angelegenheit an Müller und erklärte, er sei „bereit ihnen, wie jedem wahren Künstler zu dienen“. Für seine Kompositionen erhielt Müller mehrere Auszeichnungen, darunter von König Karl X. von Frankreich „eine mit dem Bildnisse des Königs geschmückte 50 Dukaten schwere Medaille“.
1835 ernannte ihn Kaiser Dom Pedro II. von Brasilien zum Hofkomponisten. In den Jahren 1835 bis 1837 korrespondierte er mit Robert Schumann.
Höhepunkt seiner Karriere war ein Konzert, das er am 21. Juni 1846 in Potsdam im Neuen Palais vor König Friedrich Wilhelm IV. und dessen Familie gab. Dabei erklangen unter Müllers eigener Leitung „mehrere seiner neusten Original-Werke“, interpretiert von fast 100 Sängern und zwei Militärkapellen.
Von Müller sind etwa 120 Kompositionen bekannt. Daneben veröffentlichte er mit Augustus Frederick Christopher Kollmann eine musikpädagogische Schrift sowie eine Broschüre über die publizistischen Angriffe Ludwig Rellstabs auf den Berliner Generalmusikdirektor Gaspare Spontini.

## Werke
- mit Augustus Frederick Christopher Kollmann, Ueber Logier’s Musikunterrichts-System, München 1829
- Spontini und Rellstab. Einige Worte zur Beherzigung der Partheien, Berlin 1833 (books.google.de)